# 灵仙庙站
灵仙庙站是一个成渝线上的铁路车站，位于四川省成都市简阳市养马街道，建于1961年，目前为四等站，邮政编码为641402。目前客运：办理旅客乘降；不办理行李、包裹托运；货运：办理整车货物发到。